# Grietje Mulder
Grietje Mulder (Ureterp, 8 februari 1966) is een Nederlandse oud-langebaanschaatsster die op nationale en internationale kampioenschappen actief was in de jaren tachtig. 
In maart 1988 was ze drie dagen houder van het Nederlands- en wereldrecord op de 10.000m, het was Yvonne van Gennip die haar dit record weer afsnoepte. Mulder nam in 1985 en in 1987 deel aan het Europees kampioenschap, beide keren op de buitenijsbaan in het Stadspark in Groningen, en beide keren eindigde ze op de elfde plaats. Ze nam eenmaal deel aan het WK Allround, waar ze als 23e eindigde. Bij Wereldbekerwedstrijden stond ze driemaal op het podium.

## Persoonlijke records
| Afstand     | Tijd     | Datum         | Baan       |
| ----------- | -------- | ------------- | ---------- |
| 500 meter   | 43,06    | 21 maart 1987 | Heerenveen |
| 1000 meter  | 1.24,88  | 20 maart 1987 | Heerenveen |
| 1500 meter  | 2.08,89  | 20 maart 1988 | Heerenveen |
| 3000 meter  | 4.28,10  | 19 maart 1988 | Heerenveen |
| 5000 meter  | 7.37,70  | 20 maart 1988 | Heerenveen |
| 10000 meter | 15.56,81 | 16 maart 1988 | Heerenveen |

## Resultaten
| Jaar | NK Afstanden                                  | NK Sprint | NK Allround | EK Allround | WK Allround | WK Junioren |
| ---- | --------------------------------------------- | --------- | ----------- | ----------- | ----------- | ----------- |
| 1983 |                                               | 20e       |             |             |             | NC26        |
| 1984 |                                               |           |             |             |             | 16e         |
| 1985 |                                               | 8e        | 7e          | 11e         |             |             |
| 1986 |                                               | 13e       | 4e          |             |             |             |
| 1987 | 18e 500m 13e 1000m 5e 1500m 5e 3000m 4e 5000m |           | 7e          | 11e         | NC23        |             |
| 1988 | 1500m · 5e 3000m · 5000m                      |           | 6e          |             |             |             |
| 1989 | 19e 500m 12e 1500m 4e 3000m DQ 5000m          |           | Zilver      |             |             |             |

DQ: Gediskwalificeerd

### Medaillespiegel
| Kampioenschap | Goud · | Zilver · | Brons · |
| ------------- | ------ | -------- | ------- |
| NK Afstanden  | 0      | 1        | 1       |
| NK Allround   | 0      | 1        | 0       |